# 사모예드어파
사모예드어파(Samoyedic languages)는 우랄산맥 인근의 유라시아 극북 지역에서 사용되는 언어군으로, 사모예드 제어 외에 응가나산어 등을 포함한다. 우랄어족에 속하는데 우랄어족 내에서 가장 동떨어진 분파로 여겨진다. 과거 사얀산맥 인근에도 사모예드 집단이 있었으나 19세기에 빠르게 사라져 갔다.

## 하위 분류
아래는 계통적 관계와 무관한 지리적 분류로, 실제로는 응가나산어가 가장 먼저 분기된 것으로 추정된다.
- 북부
  - 응가나산어
  - 에네츠-네네츠
    - 에네츠어
    - 유라츠어†
    - 네네츠어
- 남부
  - 셀쿠프어
  - 사얀산맥 언어
    - 카마스어†
    - 마토르어†

## 같이 보기
- 사모예드족